# Idelfonso Nieri
Idelfonso Nieri (Ponte a Moriano, 20 maggio 1853 – Lucca, 2 febbraio 1920) è stato un filologo italiano.

## Biografia
Lavorò come insegnante nelle scuole medie. Importanti sono i suoi studi  sul dialetto e sulla cultura popolare lucchese.
Le sue opere principali sono: Vocabolario lucchese (1902) e Cento racconti popolari lucchesi (1906). 
Raccolse ed illustrò, non solo con intenti filologici e folcloristici, ma con arguzia e fine senso d'arte (come riporta l'enciclopedia Treccani), storie, usanze, proverbî e locuzioni del contado lucchese.

## Opere
- Cento racconti popolari lucchesi
- Vocabolario lucchese, 1902 (più volte ristampato).

Inoltre tradusse  dal greco i Caratteri di Teofrasto.